# X.500
x.500 er i IT-terminologi en ITU- og ISO-standard for e-mailadressering. x.500 er en hierarkisk katalogtjeneste med forskellige niveauer til forskellige informationstyper som for eksempel land eller organisation. X.500 er et stykke middleware.

## Eksterne kilder
- Lexopen Arkiveret 3. juli 2019 hos  Wayback Machine
- ISBN 1-85032-281-3: Understanding X.500: The directory af David Chadwick, 1996 1 (Webside ikke længere tilgængelig)
- X.500 på Curlie (som bygger videre på Open Directory Project) , Related Middleware på Curlie (som bygger videre på Open Directory Project)

| Enheder | Spire Denne artikel om standarder og måleenheder er en spire som bør udbygges. Du er velkommen til at hjælpe Wikipedia ved at udvide den. |